# Atotech
Atotech B.V. est une entreprise multinationale de chimie de spécialités, leader mondial de la chimie de métallisation sur ses deux grands pôles d’activités :
- électronique (circuits imprimés, semi-conducteurs),
- general metal finishing (applications générales de traitement de surface : automobile, construction, ameublement).

Présent dans plus de 40 pays, principalement en Chine et en Allemagne, la société dispose de 18 sites de production : 6 en Europe, 8 en Asie, 4 en Amérique et 18 TechCenters : 5 en Europe, 8 en Asie, 5 en Amérique. Son siège social est situé à Berlin, Allemagne.
Atotech B.V. fournit des procédés chimiques de spécialités ainsi que des équipements pour la fabrication de circuits imprimés, de supports de circuits intégrés et de semi-conducteurs, aussi bien que pour les industries du traitement de surfaces décoratives et fonctionnelles.
Atotech B.V. est présent dans plus de 40 pays, principalement en Chine et en Allemagne. La société dispose de 18 sites de production : 6 en Europe (Allemagne, République tchèque, Slovénie & Espagne), 8 en Asie (Chine, Corée du Sud, Inde, Japon, Singapour & Taiwan), 4 en Amérique (Brésil, Canada, États-Unis & Mexique) et 18 TechCenters : 5 en Europe, 8 en Asie, 5 en Amérique. En 2015, le chiffre d'affaires de l’entreprise s'élevait à environ 1 Md €uros avec plus de 4 000 salariés. 

## Histoire
Atotech B.V. a été fondée en 1993, par la fusion de la branche M&T Harshaw d’Elf-Atochem avec la division galvanoplastie de Schering AG,.
La division Schering-Galvanotechnik remonte à 1895, quand Schering AG a déposé le brevet d’un procédé d’extraction de l'or et de l’argent à l’aide de cyanure de potassium.
En 1901, la division galvanoplastie est créée et produit des mélanges de sels pour le stockage des métaux, sous le nom de Trisalyte.
En 1936, la division Schering-Galvanotechnik développe le premier électrolyte « rapide » – la Trisalyte de Cuivre Extra Rapide (Copper Trysalyt Extra Rapid) – ainsi que le premier bain au monde à donner une surface brillante – le Brillant. Le succès de ces innovations conduit à la création du premier département voué à la construction d’usines de traitement de surface.
En 1951, Schering AG crée une unité de galvanoplastie à Feucht, en Allemagne, où Atotech B.V. possède, depuis lors, son principal site de production d’équipement. En 1989, la division traitement de surface se relocalise à Berlin.
En 1993, Schering AG vend sa division de galvanoplastie Schering-Galvanotechnik à Elf-Atochem, filiale de TotalFinaElf, qui la fusionne avec M&T Harshaw, filiale commune avec le groupe américain Engelhard Corporation (en) créée en 1992, entièrement détenue depuis 1994, pour fonder Atotech B.V. qu'il revend en octobre 2016 au fonds américain Carlyle Group pour 3,2 milliards US$ (2,9 Mrds €uros).
Après la création d’usines et de centres de services en Allemagne, tout un réseau d’industries et de services a été mis en place en Europe, en Asie, et plus tard en Amérique du Nord et Amérique du Sud.
Les bases du métier d’Atotech B.V. sont les finitions de surfaces décoratives et fonctionnelles, les circuits imprimés, les supports pour circuits intégrés, ainsi que les activités complémentaires concernant les technologies des matériaux électroniques et des semi-conducteurs. L’entreprise fabrique des systèmes de production intégrés sur mesure, et assure un service local à ses clients partout dans le monde.
En octobre 2016, TotalEnergies vend Atotech B.V. au groupe américain Carlyle,.

## Produits
Atotech B.V. fournit des procédés de chimie de spécialités et des équipements pour :
- l’industrie du circuit imprimé ;
- l’industrie du support pour circuit intégré ;
- l’industrie du semi-conducteur ;
- les matériaux pour l’électronique ;
- l’industrie de la finition de surfaces décoratives et fonctionnelles : dépôts décoratifs, dépôts résistant à la corrosion, nickel chimique, chrome dur, dépôts électroniques fonctionnels.